# Setge de Trípoli (1510)
La Presa de Trípoli de 1510 va ser una expedició militar en la qual participaren les forces hispàniques amb la finalitat de prendre la ciutat nord-africana de Trípoli a les tropes musulmanes.

## Antecedents
En la segona meitat del segle xiv, el regne dels abdalwadites establert a Tlemcen es va debilitant a causa de les disputes familiars i es fragmenta: els emirs instal·lats a Orà, i els hàfsides lluiten contra els sobirans de Tlemcen. A l'est, Bugia i Constantina es van independitzar del poder central de Tunis, els ports van formar petites repúbliques: Alger, Bône, Jijel, Dellys, etc. A les Terres Altes i al Sud, les confederacions tribals són independents de qualsevol poder central i es formen principats independents a la Cabília. Socioeconòmicament, el comerç s'ha aturat, la vida urbana ha disminuït i l'agricultura ha estat en decadència. Trípoli es va independitzar dels hàfsides en 1460.
Els preparatius per a l'expedició es van iniciar l'agost de 1507 al retorn de Ferran el Catòlic de la seva estada a Nàpols, on va deposar Gonzalo Fernández de Córdoba.
Les dues poblacions es troben separades per una serra, a les faldes de la qual els defensors de la ciutat es van congregar, retirant-se davant l'atac espanyol, que a l'assalt van prendre l'alcassaba i les portes de la ciutat emmurallada, entrant, saquejant-i prenent nombrosos captius i assassinant gran quantitat de civils. L'expedició que anà a Orà, ocupà el 23 de juliol de 1508 el penyal de Sant Antonio. L'armada, composta per deu galeres i vuitanta embarcacions menors, salpà el 16 d'abril de 1509, i l'endemà ja arribaren a Mers el-Kebir, fortalesa ja conquerida 4 anys abans per l'almiral Ramon Folc de Cardona-Anglesola i el seu gran estol. S'apoderaren d'Orà i anaren a hivernar a les illes Balears, Formentera i Eivissa.
La següent expedició en que participà Pere Navarro fou la conquesta de Bugia, aprofitant la lluita dinàstica existent a la plaça a la mort del rei Abu-Abd-Al·lah IV entre Abu-Abd-Al·lah, fill del monarca mort, i el seu oncle Abu-Hammu, que havia pres el poder i empresonat al primer. L'èxit de l'operació va suposar que els governadors d'Alger, Tunísia i Tremissèn se sotmetessin al rei d'Espanya i alliberessin tots els cristians captius que tenien en el seu poder.

## El setge
Pere Navarro va deixar com a governador de Bugia a Gonzalo Mariño de Rivera i va embarcar a Siracusa al comandament d'uns 15.000 soldats, entre ells tres-mil sicilians, i una flota de deu galeres, trenta caravel·les i cinquanta transports de Nàpols i Sicília.
La flota va arribar a Trípoli el 22 de juliol, desembarcant 6.000 homes, i tot i l'aferrissada defensa de la mesquita i el castell que en van fer els musulmans, va caure el 25 de juliol davant l'empenta dels soldats espanyols desembarcats i l'artilleria. Aquests van guanyar terreny pam a pam i van sofrir unes 300 baixes, entre els quals es van trobar nobles i persones principals; però les baixes nord-africanes van excedir els 5.000 homes.

## Conseqüències
Davant tals èxits inesperats, Ferran el Catòlic va enviar des de Màlaga a Garcia Álvarez de Toledo y Zúñiga amb un reforç de 7.000 homes per posar-se a el comandament de les tropes espanyoles, i l'ordre perquè Pere Navarro passés a ser el seu segon. L'expedició acabà a Tunis on Pere sofrí una important derrota aquell mateix any a l'illa de Gerba, on arribà a perdre 4.000 homes, entre ells l'aragonès Joan Ramires d'Isuerre, el valencià Santàngel, Bivas de Dénia. Els següents infructuosos atacs van ser a Qerqenna i la persecució d'Abu-Hammu.
La ciutat fou encomanada al virregnat de Sicília, però el cost del seu manteniment, sense retorn comercial o econòmic, va fer que es perdés l'interès i el 1530 se'n signà la cessió a l'Orde de Sant Joan de Jerusalem de les illes de Malta, Gozo i Trípoli.